# George Wharton (MP)
Sir George Wharton KB (1583 - 8 de novembro de 1609), de Wharton Hall, Westmorland, foi membro do Parlamento por Westmorland em 1601.
Wharton era conhecido pelas suas disputas com outros cortesãos. Ele discutiu com o conde de Pembroke sobre um jogo de cartas e o rei interveio para evitar um duelo. No entanto, em 8 de novembro de 1609, outra discussão num jogo de cartas adquiriu grandes proporções entre Wharton e o filho de Lord Blantyre, Sir James Stewart, Mestre de Blantyre. Eles lutaram num duelo e mataram-se um ao outro em Islington, e foram enterrados no mesmo túmulo.